# Dermival de Almeida Lima
Dermival de Almeida Lima, també conegut com a Baiano, és un futbolista brasiler, que ocupa la posició d'interior dret. Ha estat internacional sub-23 amb la selecció del seu país.
Ha militat a equips brasilers, espanyols, russos i argentins, entre d'altres. Entre els seus títols, cal comptar el Rio-Sao Paulo de 1997, la Conmebol de 1998 i el Preolímpic del 2000.